# Bijou (collection littéraire)
Pour les articles homonymes, voir Bijou (homonymie).
Bijou est une collection de livres à destination des jeunes éditée par la Maison de la bonne presse.

## Liste des titres (incomplète).
- Leur péché par Jean Vézère, 1912.
- Fleurs du foyer, fleur du cloître par Delly, 1912.
- Fille de chouans par Delly, 1912.
- Je convertirai mon mari par Jean Vézère, 1921.
- Écoutez votre cœur par Guy Vander, 1922.
- Ninon-Rose par Guy Wirta, 1923.
- Le muet qui parle par Jean Vézère, 1924.
- La Branche de roses  par Marie Barrère-Affre, 1928.
- La Reverdie par Jean Mauclère, 1936.
- Le Banquet interrompu par André Bruyère, 1936.
- Huguette chez les Calanquois par René Duverne, 1936.
- Les Abandonnés par Pierre Maurice, 1936.
- Nidikê par Myriam Catalany, 1936.
- Le Tourment de Pierrik par Paule Gourlez, 1936.
- La Petite Gazelle des sables par René Duverne, 1936.
- Sylva et son maître par Angel-Flory et Jean de Belcayre, 1936.
- Le Champ de fleurs par Guy Wirta, 1937.
- La Font-Cachée par Marie Barrère-Affre, 1937.
- Manou grandit par René Duverne, 1937.
- À l’écharpe d’Iris par Jean Rosmer, 1937.
- 600.000 francs par mois (1) par Jean Drault, 1938.
- 600.000 francs par mois (2) suivi de Galupin châtelain par Jean Drault, 1938.
- Le Démon muet par J. Saint-Céré, 1940.
- Le Carrefour de la belle Agnès par Jean Mauclère, 1940.
- La Servitude de la reconnaissance par Dominique, 1940.
- Fanfreluche et Brimborion par Nalim.
- Un roseau sous l’orage par Tyl.
- Dès ce monde… par Marie Barrère-Affre, 1941.
- Campanule par Marie Barrère-Affre, 1941.
- D'un cœur inapaisé par Marie Barrère-Affre.
- La Meilleure de l'équipe par Maria de Crisenoy, 1941.
- La Koubba des sultanes par Marie Barrère-Affre, 1941.
- Lalla Aïcha par Marie Barrère-Affre, 1941 [extrait].
- Le Rat des champs par André Bruyère.
- Le Chant du retour par Luc Meyan, 1942.
- Pour marier Gertrude par Louise Oliviero, 1942.
- Pas même à ce prix par Louise Oliviero, 1942.
- Le Talisman des Guernis par Jean Mauclère, 1942 [lire en ligne].
- Le Jardin d'Omphale par Marie Barrère-Affre, 1942.
- Par d'étranges chemins par M.-A. d'Arvor, 1941.
- Silence coupable par Pierre Dominique, 1943.